# يبهون يونايتد 40
طائرة (يبهون يونايتد 40) هي طائرة استطلاع بدون طيار ستراتيجية. متوسطة الارتفاع طويلة المدى صممت وصنعت لدى شركة أدكوم للأنظمة للمهمات الإستراتيجية مثل:
- التقييم شبة الحي للقدرات القتالية.
- تقييم الخسائر في ساحة المعركة.
- التجهيزات الأستخبارية في ساحة المعركة.
- القيام بالعمليات الخاصة ومهمات المراقبة ومهمات المساعدة الإنسانية.
- عمليات مراقبة الحدود وتناوب الاتصالات.

الطائرة من الامام

الطائرة من الخلف

إن فترة طيران الفائقة ليبهون يونايتد 40 تأتي من تصميم أجنحتها الشراعية ذوات النسبة العالية لأبعادها.
يمكن أن تحمل منصات مستقرة للكاميرات

## المواصفات
المسافة بين الجناحين
20 متر 	65.61 قدم
الطول
11.13 متر 	36.54 قدم
الارتفاع
4.38 متر 	14.37 قدم
مساحة الرفع الكلية 	24.3 متر مربع 	261.56 قدم مربع
وزن الطائرة فارغة
520 كجم 	1146 رطل
حمولة الإقلاع القصوى
1500 كجم 	3306 رطل
وزن الأحمال
1000 كجم 	2204 رطل
سعة خزان الوقود 	900 لتر 	237 جالون
قوة المحرك
محرك هجين:
• محرك رئيسي : 115 حصان
• محرك كهربائي : 80 حصان

## أداء الرحلة
سرعة السقوط 	50 كم/س 	[14 م/ث] 	26 عقدة
سرعة التحليق 	75-220 كم/س 	[20-60 م/ث] 	40-120 عقدة
فترة الطيران 	120 ساعة
سقف الارتفاع 	7000 متر 	23000 قدم

## الأبعاد
المسافة بين الجناحين
20 متر 	65.6 قدم
الطول
11.13 متر
36.56 قدم
الارتفاع
4.38 متر 	14.37 قدم

## لأحمال
- منصتي استواء تعملان بالجابروسكوب
- 4 جيوب تحت الأجنحة كل منها له القابلية على حمل 100 كيلو جرام
- إمكانية التزود برادار (SAR). ومنظومة صوتية لتحاشي التضاريس[1]

## المستخدمين
- روسيا
- مصر
- الجزائر[2]

## وصلات خارجية
http://www.adcom-systems.com/ARB/UAV/YAHBON-United40/Overview.html